# Nembro
Nembro – miejscowość i gmina we Włoszech, w regionie Lombardia, w prowincji Bergamo.
Według danych na styczeń 2009 gminę zamieszkiwało 11 608 osób przy gęstości zaludnienia 762,7 os./1 km².